# 稲川英里
稲川 英里（いながわ えり、1993年10月28日 - ）は、日本の声優、舞台女優。神奈川県横浜市出身。フリーランス。

## 略歴
幼い頃はジャズダンスとクラシックバレエを習っていた。
ミュージカル『アニー』の合格を機に、7歳から舞台を中心に出演。芝居の道に進んだのは最初はそうでもなかったという。女優の姉に憧れる気持ちはなく、インドアで、目立った活動が好きではなく、小学校の時は図書館、図書室で本を読んでいた子供だったという。
海外ドラマ、ゲームが特に好きだったという。小さい時は外国俳優が「上手に日本語をしゃべってるのか」と思っていたが、中学時代に職業としての声優を意識し始めた。
中学時代はソフトテニス部に所属するも生徒会に所属していたため、手があかなくなり、中学2年生からは茶道部に所属したという。
数年後に引退をするが、賢プロダクション全国声優オーディション2011のグランプリを獲得し、声優の道へ進む。
2025年2月18日、自身のXアカウントにて同月17日付けで賢プロダクションを退所し、フリーランスで活動することを発表した。

## 人物
特技は口笛、犬・猫・鳥の声真似、巻き舌、リップロー、歌、ダンス、ラテアート。趣味は声真似、ゲーム、読書、映画鑑賞、海外ドラマ鑑賞、リアリティ番組鑑賞、一人ドライブ、風景写真撮影、料理、発酵食品作り、筋トレ、ジャズダンス、タップダンス、ロック・ポップス・ミュージカルソング・ジャズなどを歌うこと、アロマテラピー、お香、お菓子作り、絵を描くこと、ネイルアート、お茶巡り。
自身のサンプルボイスでは多趣味で凝り性と述べている。本の虫で、好奇心や探究心が旺盛な凝り性。好きな小説はジェフリー・アーチャーの著作。
座右の銘は「なせば成る、なさねば成らぬ何事も」「報恩謝徳」「蒔かぬ種は生えぬ」。
最初にファンになった声優には三石琴乃を、憧れの声優には沢城みゆきと斎藤千和を挙げている。
賢プロダクションの声優によるユニット「VvoxX」のメンバー。塩辛いものとダジャレを愛するおやじキャラ担当。
幼少期に兵庫県に住んでいたことがある。阪神・淡路大震災発生時には被災こそは免れたものの、当時の自宅でも強い揺れを感じたという。
姉は女優。

## 出演
太字はメインキャラクター。

### テレビアニメ
2012年
- 銀魂'（看子）
- リトル・チャロ〜東北編〜

2014年
- オオカミ少女と黒王子（女子生徒）
- パックワールド（シリンドリア）
- 妖怪ウォッチ（2014年 - 2023年、アイたん、女の子、吉田、司会、マリぽん、チョコボー⑧ 他） - 3シリーズ

2015年
- SHOW BY ROCK!!（2015年 - 2016年、聖川詩杏 / シアン） - 3シリーズ
- 緋弾のアリアAA（きら）
- 放課後のプレアデス（生徒B）

2016年
- 迷家-マヨイガ-（ニャンタ、園児B）
- ユーリ!!! on ICE（女性A）
- ルパン三世 PART IV（美人姉妹三女）

2017年
- 神撃のバハムート VIRGIN SOUL（竜族の男子）
- 将国のアルタイル（オリンピア）
- バチカン奇跡調査官（マルコ）
- 鬼灯の冷徹（女性霊）

2018年
- グランクレスト戦記（子供）
- 妖怪ウォッチ シャドウサイド（ミサキ、スイセン、村井、タダオ）
- イナズマイレブン アレスの天秤（星乃円）
- FAIRY TAIL（リタ）

2019年
- サザエさん（ツヨシ）
- 盾の勇者の成り上がり（助手）

2020年
- SHOW BY ROCK!! ましゅまいれっしゅ!!（2020年 - 2021年、シアン） - 2シリーズ
- ふしぎ駄菓子屋 銭天堂（秋村あかり）

2021年
- 不滅のあなたへ（2021年 - 2023年、トナリ） - 2シリーズ

2022年
- デュエル・マスターズ WIN（2022年 - 2023年、いいやん、応援妖精エール） - 2シリーズ

2023年
- アイドルマスター ミリオンライブ!（大神環）

2024年
- 来世は他人がいい（未来）

### 劇場アニメ
- 映画 妖怪ウォッチ 誕生の秘密だニャン!（2014年、女性）
- 思い出のマーニー（2014年）
- 劇場版しまじろうのわお！「しまじろうと えほんのくに」（2016年、しろりん羽根付き）
- ペンギン・ハイウェイ（2018年、6年生女子）
- 海辺のエトランゼ（2020年、実央の母）

### Webアニメ
- SHOW BY ROCK!!（2013年、シアン[17]）
- にゃんころり〜けんぷろ3姉妹の場合〜（2013年、長女スイミー[18]）
- ひかり 〜刈谷をつなぐ物語〜（2016年、志帆[19]）
- DEVILMAN crybaby（2018年、牧村太郎）

### ゲーム
2012年
- ジェネレーション オブ カオス6（マルレーネ）
- 倭人異聞録 〜あさき、ゆめみし〜（当真）

2013年
- アイドルマスター ミリオンライブ!（2013年 - 2017年、大神環）
- SHOW BY ROCK!!（2013年 - 2019年、シアン）
- ソウル・サクリファイス（プレイヤーボイス）
- ライトニング リターンズ ファイナルファンタジーXIII（リルカ、タボ）

2014年
- ウチの姫さまがいちばんカワイイ（リゼル・ベルリア）
- 戦場のウエディング（物欲天使クリスタちゃん）
- Tokyo 7th シスターズ（2014年 - 2019年、夜舞サヲリ）
- フリーダムウォーズ（プレイヤーボイス）

2015年
- 真・三國無双7 Empires（姑娘1、活発2）
- 家電少女（はるみ）

2016年
- 白猫プロジェクト（エリザベータ、秩父美祭）
- ブレイブソード×ブレイズソウル
- 嫁コレ（シアン）

2017年
- クイズRPG 魔法使いと黒猫のウィズ（ペロミィ&ヤミィ）
- ファイアーエムブレム Echoes もうひとりの英雄王（メイ）
- アイドルマスター ミリオンライブ! シアターデイズ（2017年 - 2024年、大神環）
- ファイアーエムブレム ヒーローズ（2017年 - 2025年、メイ）

2018年
- アルケミアストーリー（シアン）
- ときめきアイドル（片桐奈々菜）
- ミストクロニクル（チョコ）
- 逆転オセロニア（七宝）

2019年
- ハイスクール・フリート 艦隊バトルでピンチ!（加藤小百合）
- ドラゴンクエストXI 過ぎ去りし時を求めて S（ルコ、ぱふぱふ娘〈エドゥリス〉）
- WAR OF THE VISIONS ファイナルファンタジー ブレイブエクスヴィアス 幻影戦争（エトア）
- ワールドフリッパー（ライト、アメリア、ディア、リリル）

2020年
- SHOW BY ROCK!! Fes A Live（2020年 - 2022年、シアン / 聖川詩杏）

2021年
- アイドルマスター ポップリンクス（大神環）

2024年
- 百英雄伝（ユメ）
- ロマンシング サガ2 リベンジオブザセブン（キャット）

2025年
- マリオカート ワールド（ハナちゃん）

### 吹き替え

#### 映画
- アウトランダー（マーサリ）
- インフィニット（ティナ・ウルフ）
- オキュラス 怨霊鏡（ティム・ラッセル少女時代）
- カイト/KITE（ナイーマ 他）
- クラークス（ヘザー）
- グレッグのダメ日記4（ブレント）
- ショートゲーム（英語版）（アマリ）
- ニューヨークの王様 - Blu-ray版（ルパート・マカビー少年）
- ハリウッド・スキャンダル（マット）
- パンドラ（ミンジェ、幼いヨンス、看護師 他）
- ヴィンセントが教えてくれたこと（レイチェル、窓口係、事務員、キーシャ）
- フィービー・イン・ワンダーランド（オリビア）
- メッセージ（4歳・8歳ハンナ）

#### テレビドラマ
- The X FILES Event Series シーズン2（アンドリュー・エガース）
- X-ファイル シーズン10 #2（アグネス、アダム、無線女）
- Project Mc2（英語版）（アドリアンヌ）
- エレメンタリー5（少年）
- Empire 成功の代償（ティナーシェ）
- クリミナルマインド12（少年コーマック）
- クレイジー・エックス・ガールフレンド シーズン3（クリステン）
- ゴースト・ウォーズ（アビゲイル）
- JUSTIFIED シーズン3〜6（ロズ、ジューン、キャプリス 他）
- 女王ヴィクトリア
- ティーンウルフ（ケイレブ）
- トロイ伝説:ある都市伝説の陥落（ヘルミオネ、イピゲネイア）
- Night Fryers（スカイ）
- ナース・ジャッキーシーズン5 #8
- ハイスクール・ニンジャ（パロマ・ペルー）
- Bibi&Tina（Bibi）
- 100 オトナになったらできないこと（オーブリー、トレーシー、6歳のフェンウィック、エミー 他）
- マンスフィールド・パーク（スーザン・プライス〈青年期・少女時代〉）

#### アニメ
- オボロブ・トップ（ビックフィッシュ）
- OK K.O.! めざせヒーロー（K.O.[37]）
- コスチュームクエスト（ルーシー）
- シュガー・ラッシュ（ジュビリーナ）
- トッツ とべ! あかちゃん おとどけたい（フレディ[38]）
- Dragon prince（エリス）
- トランスフォーマー アドベンチャー（ケイシー）
- ハイホー7D（イーニー）
- パワーパフガールズ (2016)（ジェニフル）
- 百妖譜（温山海、山海、山海〈少女〉）
- ワールドオブウィンクス（ステラ）

### ラジオ
※はインターネット配信。
- TVアニメ「SHOW BY ROCK!!」〜プラズマジカ ぷるぷる♪にゃじお！〜（2015年、音泉※・HiBiKi Radio Station※）[39]
- 迷家‐マヨイガ‐「納鳴村 村役場広報課」（2016年、音泉※）
- TVアニメ「SHOW BY ROCK!!#」〜ロージアちゃんとシアンちゃんのみでぃしてぃ❤にゃんにゃんらじお〜（2016年、音泉※）
- みゃらむぅ研究所（2017年 - 2018年、アニメイトタイムズ※）[40]
- 絵夢アリスと稲川英里のライバーシティへようこそ!（2020年 - 、東海ラジオ放送）

### テレビ番組
※はインターネット配信。
- SHOW BY ROCK!!＠ニコニャマ（2013年 - 、ニコニコ生放送※） - 不定期配信
- ミリシタ塾（2018年、YouTube※）
- 稲川と◯◯（2019年 - 、ニコニコ生放送※）
- ポプマス生配信（2020年 - 2022年、ニコニコ生放送※・YouTube Live※・Periscope※）ポプマス宣伝大使[41][42] - 不定期配信

### 映像商品
- THE IDOLM@STER MILLION LIVE! 3rdLIVE TOUR BELIEVE MY DRE@M!! LIVE Blu-ray 01@NAGOYA（2016年）[43]
- t7s 5th Anniversary Live -SEASON OF LOVE- in Makuhari Messe（2020年3月）[44]
- THE IDOLM@STER MILLION LIVE! 4thLIVE TH@NK YOU for SMILE! LIVE Blu-ray（2018年）[45]
- THE IDOLM@STER 765 MILLIONSTARS HOTCHPOTCH FESTIV@L!! LIVE Blu-ray[46]
- THE IDOLM@STER MILLION LIVE! 5thLIVE BRAND NEW PERFORM@NCE!!! LIVE Blu-ray（2019年）[47]
- THE IDOLM@STER MILLION LIVE! 6thLIVE TOUR UNI-ON@IR!!!! LIVE Blu-ray Angel STATION @SENDAI（2020年）[48]
- ENDLESS TOUR BD同梱映像（2020年）
- THE IDOLM@STER MILLION LIVE! 6thLIVE TOUR UNI-ON@IR!!!! SPECIAL LIVE Blu-ray（2020年）[49]
- THE IDOLM@STER MILLION LIVE! 7thLIVE Q@MP FLYER!!! Reburn LIVE Blu-ray DAY2（2022年）[50][51][52]
- THE IDOLM＠STER MILLION LIVE! 8thLIVE Twelw@ve　LIVE Blu-ray DAY1（2022年）[53][54]
- THE IDOLM@STER M@STERS OF IDOL WORLD!!!!! 2023 Blu-ray PERFECT BOX!!!!!（2023年）[55]
- THE IDOLM@STER MILLION LIVE! 9thLIVE ChoruSp@rkle!! LIVE Blu-ray DAY2（2024年）[56][57]

### ドラマCD
- アイドルマスター ミリオンライブ！ シリーズ（2015年 - 、大神環）
- おふれこタイムス（2016年、尾根寿々子[58]）

### ラジオドラマ
- 花の慶次（2014年、子どもB）

### デジタルコミック
- 帝一の國（2012年、赤場夢子[59]）
- つばめティップオフ!（2020年、秋風アイビス[60]）

### パチンコ・パチスロ
- P SHOW BY ROCK!!（2019年、シアン）
- アイドルマスター ミリオンライブ!シリーズ（大神環）
  - Pフィーバー アイドルマスター ミリオンライブ!（2021年[61]）
  - パチスロ アイドルマスター ミリオンライブ!（2021年[62]）

### 舞台
- ミュージカル アニー（モリー）
- 劇団音夢里座 舞台「ONE-WEEK」（ピー）
- 朗読劇「ハッピーバースデー」（藤原あすか）
- 朗読劇「思春期ビターチェンジ」（2019年10月17日・20日、築地本願寺ブディストホール） - 大塚結依 役〈Bitter team〉

### その他コンテンツ
- 温泉むすめ（2018年、秩父美祭）
- アイドルマスター ポップリンクス TVCM「ひと息プロデュース！篇」（2021年、顔出し出演）

## ディスコグラフィ

### キャラクターソング
| 発売日   | 商品名                                                                            | 歌 | 楽曲                                                                                              | 備考                                                                   |
| 2012年   | 2012年                                                                            | 2012年 | 2012年                                                                                            | 2012年                                                                 |
| -------- | --------------------------------------------------------------------------------- | --- | ------------------------------------------------------------------------------------------------- | ---------------------------------------------------------------------- |
| 3月22日  | YUMEGIWA DOLL                                                                     | VvoxX | 「YUMEGIWA DOLL」 「EDOKYO FUTURE」                                                               | 『VvoxX』関連曲                                                        |
| 2013年   |                                                                                   | |                                                                                                   |                                                                        |
| 4月24日  | THE IDOLM@STER LIVE THE@TER PERFORMANCE 01 Thank You!                             | 765 MILLIONSTARS | 「Thank You!」                                                                                    | ゲーム『アイドルマスター ミリオンライブ！』テーマソング                |
| 4月24日  | THE IDOLM@STER LIVE THE@TER PERFORMANCE 01 Thank You!                             | 765THEATER ALLSTARS | 「Thank You!」                                                                                    | ゲーム『アイドルマスター ミリオンライブ！』テーマソング                |
| 11月27日 | THE IDOLM@STER LIVE THE@TER PERFORMANCE 08                                        | 大神環（稲川英里） | 「ホップ♪ステップ♪レインボウ」                                                                    | ゲーム『アイドルマスター ミリオンライブ！』関連曲                      |
| 11月27日 | THE IDOLM@STER LIVE THE@TER PERFORMANCE 08                                        | 高槻やよい（仁後真耶子）、大神環（稲川英里）、中谷育（原嶋あかり）、矢吹可奈（木戸衣吹） | 「Good-Sleep, Baby♡」                                                                             | ゲーム『アイドルマスター ミリオンライブ！』関連曲                      |
| 2014年   |                                                                                   | |                                                                                                   |                                                                        |
| 11月26日 | THE IDOLM@STER LIVE THE@TER HARMONY 06                                            | 灼熱少女 | 「ジレるハートに火をつけて」 「Welcome!!」                                                        | ゲーム『アイドルマスター ミリオンライブ！』関連曲                      |
| 11月26日 | THE IDOLM@STER LIVE THE@TER HARMONY 06                                            | 大神環（稲川英里） | 「BOUNCING♪ SMILE!」                                                                              | ゲーム『アイドルマスター ミリオンライブ！』関連曲                      |
| 12月27日 | SHOW BY ROCK!! - プラズマジカ                                                     | プラズマジカ | 「Can't stop DAISUKI !!」                                                                         | ゲーム『SHOW BY ROCK!!』関連曲                                         |
| 2015年   |                                                                                   | |                                                                                                   |                                                                        |
| 4月22日  | 青春はNon-Stop!                                                                   | プラズマジカ | 「青春はNon-Stop!」                                                                               | テレビアニメ『SHOW BY ROCK!!』オープニングテーマ                       |
| 4月22日  | 青春はNon-Stop!                                                                   | プラズマジカ | 「Close to you」                                                                                  | テレビアニメ『SHOW BY ROCK!!』関連曲                                   |
| 5月13日  | Have a nice MUSIC!!                                                               | プラズマジカ | 「Have a nice MUSIC!!」                                                                           | テレビアニメ『SHOW BY ROCK!!』エンディングテーマ                       |
| 5月13日  | Have a nice MUSIC!!                                                               | プラズマジカ | 「Joyfulness」                                                                                    | テレビアニメ『SHOW BY ROCK!!』関連曲                                   |
| 6月3日   | 迷宮DESTINY/流星ドリームライン                                                    | プラズマジカ | 「迷宮DESTINY」 「流星ドリームライン」                                                            | テレビアニメ『SHOW BY ROCK!!』挿入歌                                   |
| 6月24日  | SHOW BY ROCK!! BD 第1巻特装限定版 完全新作ソロプロジェクトCD1                     | シアン（稲川英里） | 「Nyao Universe」                                                                                 | テレビアニメ『SHOW BY ROCK!!』関連曲                                   |
| 6月24日  | SHOW BY ROCK!! BD 第1巻 きゃにめ.jp限定版特典                                     | シアン（稲川英里） | 「青春はNon-Stop!」 「Close to you」                                                              | テレビアニメ『SHOW BY ROCK!!』関連曲                                   |
| 7月22日  | TVアニメ『SHOW BY ROCK!!』OST Plus                                                | プラズマジカ | 「迷宮DESTINY 1st,session ver.」 「流星ドリームライン 1st,session ver.」                          | テレビアニメ『SHOW BY ROCK!!』挿入歌                                   |
| 7月22日  | TVアニメ『SHOW BY ROCK!!』 ゲーマーズCD全巻購入特典CD                             | プラズマジカ | 「Go Ahead!! Brand new Me」                                                                       | テレビアニメ『SHOW BY ROCK!!』関連曲                                   |
| 8月26日  | SHOW BY ROCK!! BD 第3巻 きゃにめ.jp限定版特典                                     | シアン（稲川英里） | 「Have a nice MUSIC!!」 「Joyfulness」                                                            | テレビアニメ『SHOW BY ROCK!!』関連曲                                   |
| 9月30日  | THE IDOLM@STER LIVE THE@TER DREAMERS 01 Dreaming!                                 | MILLION ALLSTARS | 「Welcome!!」                                                                                     | ゲーム『アイドルマスター ミリオンライブ！』関連曲                      |
| 10月28日 | SHOW BY ROCK!! BD 第5巻 きゃにめ.jp限定版特典                                     | シアン（稲川英里） | 「迷宮DESTINY」 「流星ドリームライン」                                                            | テレビアニメ『SHOW BY ROCK!!』関連曲                                   |
| 11月25日 | SHOW BY ROCK!! BD ゲーマーズ全巻購入特典CD                                        | プラズマジカ | 「ツバサメロディー」                                                                              | テレビアニメ『SHOW BY ROCK!!』関連曲                                   |
| 2016年   |                                                                                   | |                                                                                                   |                                                                        |
| 1月30日  | THE IDOLM@STER LIVE THE@TER SOLO COLLECTION Vo.03 Dance Edition                   | 大神環（稲川英里） | 「ジレるハートに火をつけて」                                                                      | ゲーム『アイドルマスター ミリオンライブ！』関連曲                      |
| 2月17日  | Favorite Number/My pace!!                                                         | プラズマジカ［シアン（稲川英里）］ | 「Favorite Number」 「My pace!!」                                                                 | ゲーム『SHOW BY ROCK!!』関連曲                                         |
| 3月23日  | THE IDOLM@STER LIVE THE@TER DREAMERS 06                                           | 大神環（稲川英里）、菊地真（平田宏美）、高坂海美（上田麗奈）、島原エレナ（角元明日香）、田中琴葉（種田梨沙）、永吉昴（斉藤佑圭）、福田のり子（浜崎奈々）、双海真美（下田麻美）、星井美希（長谷川明子）、舞浜歩（戸田めぐみ） | 「Dreaming!」                                                                                     | ゲーム『アイドルマスター ミリオンライブ！』関連曲                      |
| 3月23日  | THE IDOLM@STER LIVE THE@TER DREAMERS 06                                           | 大神環（稲川英里）、双海真美（下田麻美） | 「ジャングル☆パーティー」                                                                         | ゲーム『アイドルマスター ミリオンライブ！』関連曲                      |
| 5月18日  | 青春はOn-Going!                                                                   | プラズマジカ | 「青春はOn-Going!」 「ラブリー☆チューニング」                                                     | テレビアニメ『SHOW BY ROCK!!』関連曲                                   |
| 8月12日  | プラズマジカル☆ミュージカル                                                       | プラズマジカ | 「プラズマジカル☆ミュージカル」                                                                   | テレビアニメ『SHOW BY ROCK!!』関連曲                                   |
| 8月24日  | ドレミファPARTY                                                                   | プラズマジカ | 「ドレミファPARTY」                                                                               | テレビアニメ『SHOW BY ROCK!! しょ〜と!!』主題歌                        |
| 8月24日  | ドレミファPARTY                                                                   | プラズマジカ | 「Are You Studying?」                                                                             | テレビアニメ『SHOW BY ROCK!! しょ〜と!!』関連曲                        |
| 10月5日  | My Song is YOU !!                                                                 | プラズマジカ | 「My Song is YOU !!」                                                                             | テレビアニメ『SHOW BY ROCK!!#』エンディングテーマ                      |
| 10月5日  | My Song is YOU !!                                                                 | プラズマジカ | 「Hazy Twinkle」                                                                                  | テレビアニメ『SHOW BY ROCK!!#』関連曲                                  |
| 10月12日 | THE IDOLM@STER THE@TER ACTIVITIES 02                                              | ジュリア（愛美）、周防桃子（渡部恵子）、大神環（稲川英里）、木下ひなた（田村奈央）、福田のり子（浜崎奈々） | 「俠気乱舞」 「DIAMOND DAYS」                                                                     | ゲーム『アイドルマスター ミリオンライブ！』関連曲                      |
| 10月12日 | ハートをRock!!                                                                    | プラズマジカ | 「ハートをRock!!」                                                                                | テレビアニメ『SHOW BY ROCK!!#』オープニングテーマ                      |
| 10月12日 | ハートをRock!!                                                                    | プラズマジカ | 「確かめたくて」                                                                                  | テレビアニメ『SHOW BY ROCK!!#』関連曲                                  |
| 11月9日  | TVアニメ『SHOW BY ROCK!!#』CD 前半4タイトル購入特典CD                             | シアン（稲川英里） | 「青春はOn-Going!」 「ラブリー☆チューニング」                                                     | テレビアニメ『SHOW BY ROCK!!#』関連曲                                  |
| 11月30日 | プラズマism/絆エターナル                                                          | プラズマジカ | 「プラズマism」 「絆エターナル」                                                                  | テレビアニメ『SHOW BY ROCK!!#』挿入歌                                  |
| 12月21日 | My Resolution〜未来への絆〜                                                       | プラズマジカ | 「My Resolution〜未来への絆〜」                                                                   | テレビアニメ『SHOW BY ROCK!!#』関連曲                                  |
| 12月21日 | My Resolution〜未来への絆〜                                                       | プラズマジカ | 「流星ドリームライン ballade version」                                                            | テレビアニメ『SHOW BY ROCK!!#』挿入歌                                  |
| 12月21日 | My Resolution〜未来への絆〜                                                       | 聖川詩杏（稲川英里） | 「Close to you」                                                                                  | テレビアニメ『SHOW BY ROCK!!#』エンディングテーマ                      |
| 12月28日 | SHOW BY ROCK!!# BD 第1巻特装限定版 完全新作スペシャルCD                           | シアン（稲川英里） | 「LOVE FOR YOU!!」                                                                                | テレビアニメ『SHOW BY ROCK!!#』関連曲                                  |
| 12月28日 | SHOW BY ROCK!!# BD 第1巻 きゃにめ.jp限定版特典                                    | シアン（稲川英里） | 「ハートをRock!!」                                                                                | テレビアニメ『SHOW BY ROCK!!#』関連曲                                  |
| 2017年   |                                                                                   | |                                                                                                   |                                                                        |
| 1月7日   | ＊＊＊＊                                                                          | プラズマジカ | 「＊＊＊＊」                                                                                      | リアル脱出ゲーム『ぴゅ〜るランド最大の危機からの脱出！』主題歌         |
| 1月18日  | TVアニメ『SHOW BY ROCK!!』OST Plus 2                                              | プラズマジカ、シンガンクリムゾンズ［クロウ（谷山紀章）］、トライクロニカ［シュウ☆ゾー（宮野真守）］、クリティクリスタ［ロージア（日高里菜）］、徒然なる操り霧幻庵［ダル太夫（潘めぐみ）］                                    | 「My Resolution〜未来への絆〜（TV Special edit.）」                                               | テレビアニメ『SHOW BY ROCK!!#』挿入歌                                  |
| 2月15日  | THE IDOLM@STER LIVE THE@TER FORWARD 03 Starlight Melody                           | アリエス | 「Sweet Sweet Soul」                                                                              | ゲーム『アイドルマスター ミリオンライブ！』関連曲                      |
| 2月15日  | THE IDOLM@STER LIVE THE@TER FORWARD 03 Starlight Melody                           | Starlight Melody | 「Starry Melody」                                                                                 | ゲーム『アイドルマスター ミリオンライブ！』関連曲                      |
| 2月22日  | SHOW BY ROCK!!# BD 第3巻 きゃにめ.jp限定版特典                                    | シアン（稲川英里） | 「My Song is YOU!!」 「Hazy Twinkle」                                                             | テレビアニメ『SHOW BY ROCK!!#』関連曲                                  |
| 3月9日   | THE IDOLM@STER LIVE THE@TER SOLO COLLECTION 04 Starlight Theater                  | 大神環（稲川英里） | 「ジャングル☆パーティー」                                                                         | ゲーム『アイドルマスター ミリオンライブ！』関連曲                      |
| 4月19日  | SHOW BY ROCK!!# BD 第5巻 きゃにめ.jp限定版特典                                    | シアン（稲川英里） | 「プラズマism」 「絆エターナル」                                                                  | テレビアニメ『SHOW BY ROCK!!#』関連曲                                  |
| 5月17日  | TVアニメ『SHOW BY ROCK!!#』 Blu-ray ゲーマーズ全巻購入特典CD                      | プラズマジカ | 「未来サーチライト」                                                                              | テレビアニメ『SHOW BY ROCK!!#』関連曲                                  |
| 5月17日  | TVアニメ『SHOW BY ROCK!!#』 Blu-ray Amazon.co.jp全巻購入特典CD                    | プラズマジカ | 「Heartful Session」                                                                              | テレビアニメ『SHOW BY ROCK!!#』関連曲                                  |
| 7月26日  | THE IDOLM@STER MILLION THE@TER GENERATION 01 Brand New Theater!                   | 765 MILLION ALLSTARS | 「Brand New Theater!」                                                                            | ゲーム『アイドルマスター ミリオンライブ！ シアターデイズ』テーマソング |
| 7月26日  | THE IDOLM@STER MILLION THE@TER GENERATION 01 Brand New Theater!                   | 765 MILLION ALLSTARS | 「Dreaming!」                                                                                     | ゲーム『アイドルマスター ミリオンライブ！ シアターデイズ』関連曲       |
| 12月27日 | THE IDOLM@STER MILLION THE@TER GENERATION 03 エンジェルスターズ                   | エンジェルスターズ | 「Brand New Theater!」                                                                            | ゲーム『アイドルマスター ミリオンライブ！ シアターデイズ』関連曲       |
| 2018年   |                                                                                   | |                                                                                                   |                                                                        |
| 1月10日  | THE IDOLM@STER MILLION LIVE! M@STER SPARKLE 05                                    | 大神環（稲川英里） | 「たんけんぼうけん☆ハイホー隊」                                                                   | ゲーム『アイドルマスター ミリオンライブ！ シアターデイズ』関連曲       |
| 1月17日  | DREAMING-ING!!                                                                    | ときめきアイドル project | 「DREAMING-ING!!」 「トキメキ☆ミライ」                                                            | ゲーム『ときめきアイドル』関連曲                                       |
| 1月17日  | DREAMING-ING!!                                                                    | 片桐奈々菜（稲川英里） | 「DREAMING-ING!!」                                                                                | ゲーム『ときめきアイドル』関連曲                                       |
| 3月14日  | 恋時雨                                                                            | ときめきアイドル project | 「恋時雨」                                                                                        | ゲーム『ときめきアイドル』関連曲                                       |
| 3月14日  | 恋時雨                                                                            | ときめきアイドル project | 「冒険デイズ☆」                                                                                   | ゲーム『ときめきアイドル』関連曲                                       |
| 3月14日  | 恋時雨                                                                            | ときめきアイドル project | 「Jewelry days」                                                                                  | ゲーム『ときめきアイドル』関連曲                                       |
| 4月4日   | THE IDOLM@STER MILLION LIVE! M@STER SPARKLE 08                                    | 765 MILLION ALLSTARS | 「Brand New Theater!」                                                                            | ゲーム『アイドルマスター ミリオンライブ！ シアターデイズ』関連曲       |
| 6月1日   | THE IDOLM@STER LIVE THE@TER SOLO COLLECTION 06 エンジェルスターズ                 | 大神環（稲川英里） | 「Good-Sleep, Baby♡」                                                                             | ゲーム『アイドルマスター ミリオンライブ！』関連曲                      |
| 7月11日  | カン違いSummer Days                                                               | ときめきアイドル project | 「カン違いSummer Days」                                                                           | ゲーム『ときめきアイドル』関連曲                                       |
| 8月29日  | THE IDOLM@STER MILLION THE@TER GENERATION 11 UNION!!                              | 765 MILLION ALLSTARS | 「UNION!!」 「Welcome!!」                                                                         | ゲーム『アイドルマスター ミリオンライブ！ シアターデイズ』関連曲       |
| 8月29日  | ENDLESS!!!!                                                                       | SHOWBYROCK!! Family | 「ENDLESS!!!!」                                                                                   | ゲーム『SHOW BY ROCK!!』関連曲                                         |
| 2019年   |                                                                                   | |                                                                                                   |                                                                        |
| 3月20日  | 花咲キオトメ                                                                      | 七花少女 | 「花咲キオトメ」 「スノードロップ」                                                               | ゲーム『Tokyo 7th シスターズ』関連曲                                   |
| 4月24日  | THE IDOLM@STER MILLION THE@TER GENERATION 16 ピコピコプラネッツ                   | ピコピコプラネッツ | 「ピコピコIIKO! インベーダー」 「Get lol! Get lol! SONG」                                         | ゲーム『アイドルマスター ミリオンライブ！ シアターデイズ』関連曲       |
| 4月26日  | THE IDOLM@STER THE@TER SOLO COLLECTION 07 ANGEL STARS                             | 大神環（稲川英里） | 「俠気乱舞」                                                                                      | ゲーム『アイドルマスター ミリオンライブ！』関連曲                      |
| 6月19日  | P SHOW BY ROCK!! CD                                                               | プラズマジカ | 「NEVER ENDING DREAM」                                                                            | パチンコ『P SHOW BY ROCK!!』関連曲                                     |
| 6月19日  | P SHOW BY ROCK!! CD きゃにめ特典CD                                                | シアン（稲川英里） | 「NEVER ENDING DREAM」                                                                            | パチンコ『P SHOW BY ROCK!!』関連曲                                     |
| 7月24日  | THE IDOLM@STER MILLION THE@TER WAVE 01 Flyers!!!                                  | 765 MILLION ALLSTARS | 「Flyers!!!」                                                                                     | ゲーム『アイドルマスター ミリオンライブ！ シアターデイズ』関連曲       |
| 8月21日  | SHOW BY ROCK!! COMPLETE Blu-ray BOX きゃにめ特典CD                                | シアン（稲川英里） | 「ドレミファPARTY」                                                                               | テレビアニメ『SHOW BY ROCK!! しょ〜と!!』関連曲                        |
| 12月4日  | マイ・グラデイション/SCARLET                                                      | 七花少女 | 「マイ・グラデイション」                                                                          | ゲーム『Tokyo 7th シスターズ』関連曲                                   |
| 12月18日 | SHOW BY ROCK!! BEST Vol.3                                                         | プラズマジカ［シアン（稲川英里）］ | 「オモイノシルシ」                                                                                | ゲーム『SHOW BY ROCK!!』関連曲                                         |
| 12月18日 | SHOW BY ROCK!! BEST Vol.3                                                         | プラズマジカ | 「Future Girls」                                                                                  | ゲーム『SHOW BY ROCK!!』関連曲                                         |
| 2020年   |                                                                                   | |                                                                                                   |                                                                        |
| 2月14日  | Lullaby for salvation                                                             | ディーバ・メディア（稲川英里） | 「Lullaby for salvation」                                                                         | ゲーム『ワールドフリッパー』関連曲                                     |
| 8月26日  | THE IDOLM@STER MILLION THE@TER WAVE 10 Glow Map                                   | 765 MILLION ALLSTARS | 「Glow Map」                                                                                      | ゲーム『アイドルマスター ミリオンライブ！ シアターデイズ』関連曲       |
| 2021年   |                                                                                   | |                                                                                                   |                                                                        |
| 1月20日  | ドレミファSTARS!!/星空ライトストーリー                                            | プラズマジカ、Mashumairesh! | 「ドレミファSTARS!!」                                                                             | テレビアニメ『SHOW BY ROCK!! STARS!!』オープニングテーマ               |
| 1月27日  | THE IDOLM@STER MILLION THE@TER WAVE 13 TIntMe!                                    | TIntMe! | 「Arrive You 〜それが運命でも〜」 「ライラックに包まれて」                                        | ゲーム『アイドルマスター ミリオンライブ！ シアターデイズ』関連曲       |
| 2月17日  | TVアニメ「SHOW BY ROCK!!STARS!!」挿入歌ミニアルバム Vol.1                         | プラズマジカ | 「Do!It!Happy大冒険！」                                                                           | テレビアニメ『SHOW BY ROCK!! STARS!!』挿入歌                           |
| 3月17日  | SHOW BY ROCK!! STARS!! BD第1巻 きゃにめ特典CD                                     | プラズマジカ | 「ドレミファSTARS!!」                                                                             | テレビアニメ『SHOW BY ROCK!! STARS!!』関連曲                           |
| 3月25日  | アノカナタリウム（TV edit）                                                       | SHOWBYROCK!!STARS! | 「アノカナタリウム（TV edit）」                                                                   | テレビアニメ『SHOW BY ROCK!! STARS!!』挿入歌                           |
| 4月7日   | TVアニメ「SHOW BY ROCK!!STARS!!」挿入歌ミニアルバム Vol.2                         | プラズマジカ、Mashumairesh! | 「ランナーズハイ!!」                                                                              | テレビアニメ『SHOW BY ROCK!! STARS!!』挿入歌                           |
| 4月21日  | SHOW BY ROCK!! BEST Vol.4                                                         | シアン（稲川英里）、ほわん（遠野ひかる） | 「How To Fly」                                                                                    | ゲーム『SHOW BY ROCK!! Fes A Live』テーマソング                        |
| 4月21日  | SHOW BY ROCK!! BEST Vol.4                                                         | プラズマジカ | 「未来ウォンテッド」                                                                              | ゲーム『SHOW BY ROCK!! Fes A Live』関連曲                              |
| 5月19日  | SHOW BY ROCK!! STARS!! BD第2巻 きゃにめ特典CD                                     | シアン（稲川英里） | 「Do!It!Happy大冒険！」                                                                           | テレビアニメ『SHOW BY ROCK!! STARS!!』関連曲                           |
| 5月22日  | THE IDOLM@STER LIVE THE@TER SOLO COLLECTION 08 Angel Stars                        | 大神環（稲川英里） | 「ピコピコIIKO! インベーダー」                                                                    | ゲーム『アイドルマスター ミリオンライブ！ シアターデイズ』関連曲       |
| 6月16日  | SHOW BY ROCK!! STARS!! BD第3巻特典CD                                              | シアン（稲川英里）、阿（早見沙織）、アイレーン（野口瑠璃子）、しばりん（高野麻里佳） | 「グッデイバイデイ」                                                                              | テレビアニメ『SHOW BY ROCK!! STARS!!』関連曲                           |
| 7月21日  | SHOW BY ROCK!! STARS!! BD第4巻 きゃにめ特典CD                                     | プラズマジカ | 「ランナーズハイ!!」                                                                              | テレビアニメ『SHOW BY ROCK!! STARS!!』関連曲                           |
| 7月28日  | THE IDOLM@STER MILLION THE@TER SEASON Harmony 4 You                               | 765 MILLION ALLSTARS | 「Harmony 4 You」                                                                                 | ゲーム『アイドルマスター ミリオンライブ！ シアターデイズ』関連曲       |
| 7月28日  | THE IDOLM@STER MILLION THE@TER SEASON Harmony 4 You                               | エンジェルスターズ | 「EVERYDAY STARS!!」                                                                              | ゲーム『アイドルマスター ミリオンライブ！ シアターデイズ』関連曲       |
| 11月18日 | ボクらの音色                                                                      | プラズマジカ | 「ボクらの音色」                                                                                  | ゲーム『SHOW BY ROCK!! Fes A Live』関連曲                              |
| 12月14日 | 秋の空とこころ コスモス                                                           | 七花少女 | 「秋の空とこころ コスモス」                                                                       | ゲーム『Tokyo 7th シスターズ』関連曲                                   |
| 2022年   |                                                                                   | |                                                                                                   |                                                                        |
| 2月12日  | THE IDOLM@STER LIVE THE@TER SOLO COLLECTION 09 Angel Stars                        | 大神環（稲川英里） | 「ライラックにつつまれて」                                                                        | ゲーム『アイドルマスター ミリオンライブ！ シアターデイズ』関連曲       |
| 2月23日  | THE IDOLM@STER MILLION THE@TER SEASON CLEVER CLOVER                               | 横山奈緒（渡部優衣）、馬場このみ（高橋ミナミ）、秋月律子（若林直美）、木下ひなた（田村奈央）、大神環（稲川英里） | 「Clover's Cry 〜神と神降ろしの少女〜」                                                           | ゲーム『アイドルマスター ミリオンライブ！ シアターデイズ』関連曲       |
| 2月23日  | THE IDOLM@STER MILLION THE@TER SEASON CLEVER CLOVER                               | CLEVER CLOVER | 「Shamrock Vivace」 「Harmony 4 You」                                                             | ゲーム『アイドルマスター ミリオンライブ！ シアターデイズ』関連曲       |
| 4月6日   | SHOW BY ROCK!! BEST Selection!!                                                   | プラズマジカ | 「SNOW LETTER」                                                                                   | テレビアニメ『SHOW BY ROCK!!』関連曲                                   |
| 4月6日   | SHOW BY ROCK!! BEST Selection!!                                                   | シアン（稲川英里）、クロウ（谷山紀章） | 「Rocker」                                                                                        | ゲーム『SHOW BY ROCK!!』関連曲                                         |
| 5月26日  | THE IDOLM@STER MILLION LIVE! M@STER SPARKLE2 07                                   | 大神環（稲川英里） | 「Play GO! Round」                                                                                | ゲーム『アイドルマスター ミリオンライブ！ シアターデイズ』関連曲       |
| 7月27日  | THE IDOLM@STER MILLION THE@TER SEASON 夢にかけるRainbow                           | 765 MILLION ALLSTARS | 「夢にかけるRainbow」                                                                             | ゲーム『アイドルマスター ミリオンライブ！ シアターデイズ』関連曲       |
| 7月27日  | THE IDOLM@STER MILLION THE@TER SEASON 夢にかけるRainbow                           | エンジェルスターズ | 「夢にかけるRainbow」                                                                             | ゲーム『アイドルマスター ミリオンライブ！ シアターデイズ』関連曲       |
| 12月14日 | THE IDOLM@STER MILLION THE@TER VARIETY 02                                         | 徳川まつり（諏訪彩花）、大神環（稲川英里）、白石紬（南早紀）、福田のり子（浜崎奈々）、三浦あずさ（たかはし智秋） | 「Vacation VS Summer 〜ナツとヤスミのアンビバレント！〜」                                         | ゲーム『アイドルマスター ミリオンライブ！ シアターデイズ』関連曲       |
| 12月14日 | THE IDOLM@STER MILLION THE@TER VARIETY 02                                         | 765 MILLION ALLSTARS | 「Brand New Theater! 〜Brand New Year Ver.〜」                                                    | ゲーム『アイドルマスター ミリオンライブ！ シアターデイズ』関連曲       |
| 2023年   |                                                                                   | |                                                                                                   |                                                                        |
| 1月14日  | THE IDOLM@STER LIVE THE@TER SOLO COLLECTION 11 Angel Stars                        | 大神環（稲川英里） | 「Clover's Cry 〜神と神降ろしの少女〜」                                                           | ゲーム『アイドルマスター ミリオンライブ！ シアターデイズ』関連曲       |
| 3月23日  | THE IDOLM@STER 765 MILLION ALLSTARS BEST                                          | 765 MILLION ALLSTARS | 「Thank You!（765 MILLION ALLSTARS ver.）」 「夢にかけるRainbow（Brand New Ver.）」 「Crossing!」 | ゲーム『アイドルマスター ミリオンライブ！ シアターデイズ』関連曲       |
| 3月23日  | THE IDOLM@STER LIVE THE@TER BEST                                                  | Starlight Melody | 「Starry Melody（Brand New Ver.）」                                                               | ゲーム『アイドルマスター ミリオンライブ！ シアターデイズ』関連曲       |
| 3月31日  | 伝えずにはいられないや                                                            | プラズマジカ | 「伝えずにはいられないや」                                                                        | 『SHOW BY ROCK!!』関連曲                                               |
| 4月22日  | THE IDOLM@STER LIVE THE@TER SOLO COLLECTION 12 Angel Stars                        | 大神環（稲川英里） | 「Sweet Sweet Soul」                                                                              | ゲーム『アイドルマスター ミリオンライブ！ シアターデイズ』関連曲       |
| 7月26日  | THE IDOLM@STER MILLION LIVE! グッドサイン                                         | 765 MILLION ALLSTARS | 「グッドサイン」                                                                                  | ゲーム『アイドルマスター ミリオンライブ！ シアターデイズ』関連曲       |
| 7月26日  | THE IDOLM@STER MILLION LIVE! グッドサイン                                         | エンジェルスターズ | 「グッドサイン」                                                                                  | ゲーム『アイドルマスター ミリオンライブ！ シアターデイズ』関連曲       |
| 8月23日  | THE IDOLM@STER MILLION ANIMATION THE@TER『Rat A Tat!!!』                          | MILLIONSTARS | 「Rat A Tat!!!」                                                                                  | テレビアニメ『アイドルマスター ミリオンライブ！』オープニングテーマ    |
| 8月23日  | THE IDOLM@STER MILLION ANIMATION THE@TER『Rat A Tat!!!』                          | MILLIONSTARS | 「セブンカウント」                                                                                | テレビアニメ『アイドルマスター ミリオンライブ！』イメージソング        |
| 10月25日 | THE IDOLM@STER MILLION ANIMATION THE@TER MILLIONSTARS Team3rd『オレンジノキオク』 | MILLIONSTARS Team3rd | 「オレンジノキオク」                                                                              | テレビアニメ『アイドルマスター ミリオンライブ！』挿入歌                |
| 2024年   |                                                                                   | |                                                                                                   |                                                                        |
| 2月21日  | THE IDOLM@STER MILLION ANIMATION THE@TER START THE DREAM                          | MILLIONSTARS | 「REFRAIN REL@TION」 「Brand New Theater!」                                                       | テレビアニメ『アイドルマスター ミリオンライブ！』挿入歌                |
| 2月21日  | THE IDOLM@STER MILLION ANIMATION THE@TER START THE DREAM                          | MILLIONSTARS | 「Thank You!（Acoustic ver.）」                                                                   | テレビアニメ『アイドルマスター ミリオンライブ！』挿入歌                |
| 2月23日  | アイドルマスター ミリオンライブ！ BD 特装版第2巻 特典CD                           | MILLIONSTARS Team3rd | 「Rat A Tat!!!」                                                                                  | テレビアニメ『アイドルマスター ミリオンライブ！』関連曲                |
| 2月24日  | THE IDOLM@STER LIVE THE@TER SOLO COLLECTION 「REFRAIN REL@TION」 Angel Stars      | 大神環（稲川英里） | 「REFRAIN REL@TION」                                                                              | テレビアニメ『アイドルマスター ミリオンライブ！』関連曲                |
| 7⽉31⽇  | THE IDOLM@STER MILLION LIVE! 7Days A Week!!                                       | 765 MILLION ALLSTARS | 「7Days A Week!!」 「DIAMOND DAYS」                                                               | ゲーム『アイドルマスター ミリオンライブ！ シアターデイズ』関連曲       |
| 7⽉31⽇  | THE IDOLM@STER LIVE THE@TER SOLO COLLECTION 「DIAMOND DAYS」 ANGEL STARS          | 大神環（稲川英里） | 「DIAMOND DAYS」                                                                                  | ゲーム『アイドルマスター ミリオンライブ！ シアターデイズ』関連曲       |
| 2025年   |                                                                                   | |                                                                                                   |                                                                        |
| 2月26日  | THE IDOLM@STER MILLION THE@TER VARIETY 06                                         | ピコピコプラネッツ | 「ピコピコIIKO! インベーダー （MOTTO! 幼年期-mix）」                                              | ゲーム『アイドルマスター ミリオンライブ！ シアターデイズ』関連曲       |
| 3月26日  | THE IDOLM@STER MILLION MOVEMENT OF STARDOM ROAD 08 涙を知ること                   | 桜守歌織（香里有佐）、大神環（稲川英里）、ジュリア（愛美）、中谷育（原嶋あかり） | 「涙を知ること」                                                                                  | ゲーム『アイドルマスター ミリオンライブ！ シアターデイズ』関連曲       |